# Фият Цаноски
Фият Цаноски (на македонска литературна норма: Фијат Цаноски) е политик от Северна Македония, депутат в Събранието и водач на Партията за европейско бъдеще.

## Биография
Цаноски е роден в 1960 година в предимно торбешкото стружко село Октиси, тогава в Югославия. Учи в Струга, гимназия завършва в Загреб, а висше образование – икономика в Нови Сад. Цаноски има голям бизнес с фирми, занимаващи се с търговия, туризъм и строителство. Основател е на първия частен университет в страната - ФОН Университет.
Цаноски е депутат в Събранието от 2006 година. Той е един от основните активисти за изграждането на торбешко съзнание сред помаците в Северна Македония и съответно налагането на торбешка националност в държавата, противопоставяйки се на политиката на Съюза на македонците с ислямско вероизповедание, начело с Исмаил Бойда.
Цаноски е женен с три деца.